# Pendul fizic
Un pendul fizic este un corp solid, care se poate mișca în jurul unei axe orizontale care nu trece prin centrul său de masă (centrul de greutate) și asupra căruia acționează doar greutatea proprie.

## Ecuația de mișcare

### Pendulul simplu
Dacă se neglijează frecarea, mișcarea pendulului fizic în funcție de timpul t poate fi descrisă de ecuația:
{\displaystyle {\frac {d^{2}\,\theta }{dt^{2}}}+{\frac {m\,g\,l}{I}}\sin \theta =0}
unde: θ este unghiul dintre perpendiculara din centrul de masă C pe direcția mișcării și verticală; m este masa corpului, g este accelerația gravitațională, l este distanța dintre C și axă, iar {\displaystyle I} este momentul de inerție al corpului față de axă.
Dacă este îndeplinită condiția de izocronism, adică unghiul θ este mic (mai mic decât 5°), atunci se poate face aproximația {\displaystyle \sin \theta =\theta \,}, soluția acestei ecuații este:
{\displaystyle \theta =\theta _{max}\sin \left({\sqrt {\frac {m\,g\,l}{I}}}\right)+\theta _{0}}
unde θ0 este valoarea unghiului θ la momentul t0 =  0.
Frecvența pendulului este:
{\displaystyle f={\frac {1}{2\,\pi }}{\sqrt {\frac {m\,g\,l}{I}}}}

### Pendulul conic
La un pendul conic alcătuit dintr-un corp cu dimensiuni finite, iar dreapta ce unește punctul de suspensie cu centrul său de masă coincide cu o axă principală de inerție a corpului, iar elipsoidul de inerție în raport cu punctul de suspensie are axa conului drept axă de simetrie, viteza unghiulară de rotație a pendulului este dată de:
{\displaystyle \omega _{0}^{2}={\frac {m\,g\,l}{(B-A)\cos {\varphi _{0}}}}}
unde l este distanța de la centrul de masă la punctul de suspensie, A este momentul de inerție în raport cu axa de simetrie, B este momentul de inerție ecuatorial, iar {\displaystyle \varphi _{0}} este unghiul pe care îl formează axa de simetrie a pendulului cu verticala.